# Saint-Jory-de-Chalais

Saint-Jory-de-Chalais este o comună în departamentul Dordogne din sud-vestul Franței. În 2009 avea o populație de 615 de locuitori.

## Evoluția populației
| An        | 1975 | 1982 | 1990 | 1999 | 2006 | 2009 |
| --------- | ---- | ---- | ---- | ---- | ---- | ---- |
| Populație | 827  | 677  | 600  | 596  | 626  | 615  |